# Kowale Oleckie (gmina)
Kowale Oleckie – gmina wiejska w województwie warmińsko-mazurskim, w powiecie oleckim. W latach 1975–1998 gmina położona była w województwie suwalskim.
Siedziba gminy to Kowale Oleckie.
Według danych z 30 czerwca 2008 gminę zamieszkiwało 5329 osób. Natomiast według danych z 31 grudnia 2019 roku gminę zamieszkiwało 4960 osób.

## Struktura powierzchni
Według danych z roku 2002 gmina Kowale Oleckie ma obszar 251,61 km², w tym:
- użytki rolne: 53%
- użytki leśne: 35%

Gmina stanowi 28,79% powierzchni powiatu.

## Demografia

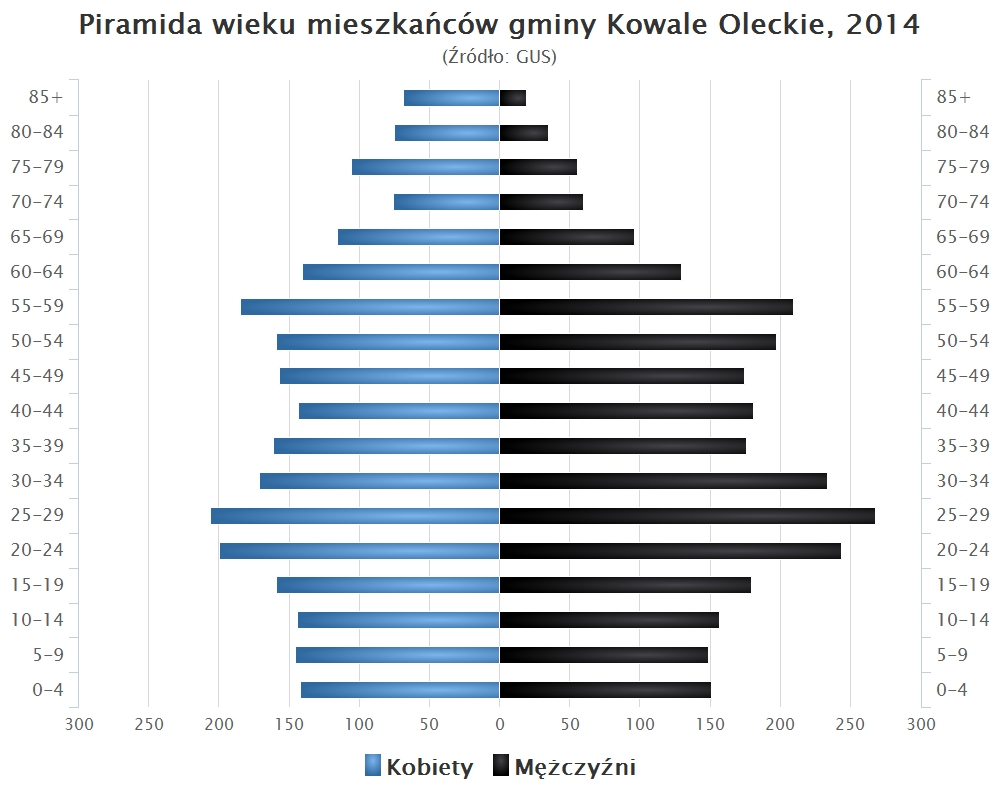
Piramida wieku mieszkańców gminy Kowale Oleckie w 2014 roku

Dane z 30 czerwca 2005:
| Opis                              | Ogółem | Ogółem | Kobiety | Kobiety | Mężczyźni | Mężczyźni |
| --------------------------------- | ------ | ------ | ------- | ------- | --------- | --------- |
| jednostka                         | osób   | %      | osób    | %       | osób      | %         |
| populacja                         | 5329   | 100    | 2605    | 48,9    | 2724      | 51,1      |
| gęstość zaludnienia (mieszk./km²) | 21,18  | 21,18  | 10,35   | 10,35   | 10,83     | 10,83     |

## Sołectwa
Bialskie Pole, Borkowiny, Chełchy, Cicha Wólka, Czerwony Dwór, Czukty, Dorsze, Drozdowo, Golubie Wężewskie, Golubki, Gorczyce, Guzy, Jabłonowo, Kiliany, Kowale Oleckie, Lakiele, Monety, Rogówko, Sokółki, Stacze, Stożne, Szarejki, Szeszki, Szwałk, Wężewo, Zawady Oleckie.

## Miejscowości bez statusu sołectwa
Borki, Borysowo, Budki, Daniele, Drozdówko, Główka, Gościrady, Kilianki, Koniszki, Kucze, Leśny Zakątek, Mazury, Piastowo, Rogojny, Szwałk (osada), Wierzbianki, Zawady Małe, Żydy.

## Sąsiednie gminy
Banie Mazurskie, Gołdap, Filipów, Kruklanki, Olecko, Świętajno